# Никола Ферманджиев
Никола Димитров Ферманджиев е български икономист и историк, познат най-вече като изследовател–издирвач на извори за български история и преди всичко за Възраждането.

## Биография
Завършва икономика в София, работи по специалността си в Тутракан, Перник и София. Главен специалист е в Централното статистическо управление (1964–1974 г.), в Комитета по печата при Министерския съвет (1974–1975 г.).
В десетки статии в научния и периодичния печат Никола Ферманджиев разглежда спорни въпроси, издирва нови данни за хайдушкото и националноосвободителното движение, за видни възрожденски родове, за Ботевата чета и др.
По-важни съчинения: „Ботевите четници разказват“ (1977), „Родови хроники“ (1977), „Писахме да се знае“ (1984, в съавт. с В. Начев), „Родолюбци“ (1985) и др. трудове, които продължават да се използват като източник на надеждна информация за национално–освободителните борби по време на Възраждането.
Умира на 20 февруари 1979 г. в София.